# Дзуарикау
Дзуарикау (на осетински: Dzuarykhæhu) е село в Алагирски район на Република Северна Осетия – Алания. Административен център на селската община Дзуарикау.

## Географско положение
Селото е разположено на двата бряга на река Фиагдон, на входа на Куртатинското дефиле. Намира се на 18 км източно от областния център Алагир и на 22 км западно от Владикавказ.

## История
През 2006 г. започва строителството на газопровода Дзуарикау-Цхинвали, свързващ Северна и Южна Осетия. Отворен на 26 август 2009 г.

## Забележителности
Църква „Св. Архангел Михаил“ е основана през 2002 г.

## Известни местни жители
Братя Газданови, загинали по време на Великата отечествена война. На тях е посветен паметник, издигнат в Дзуарикау.